# Опахивание (противопожарное)

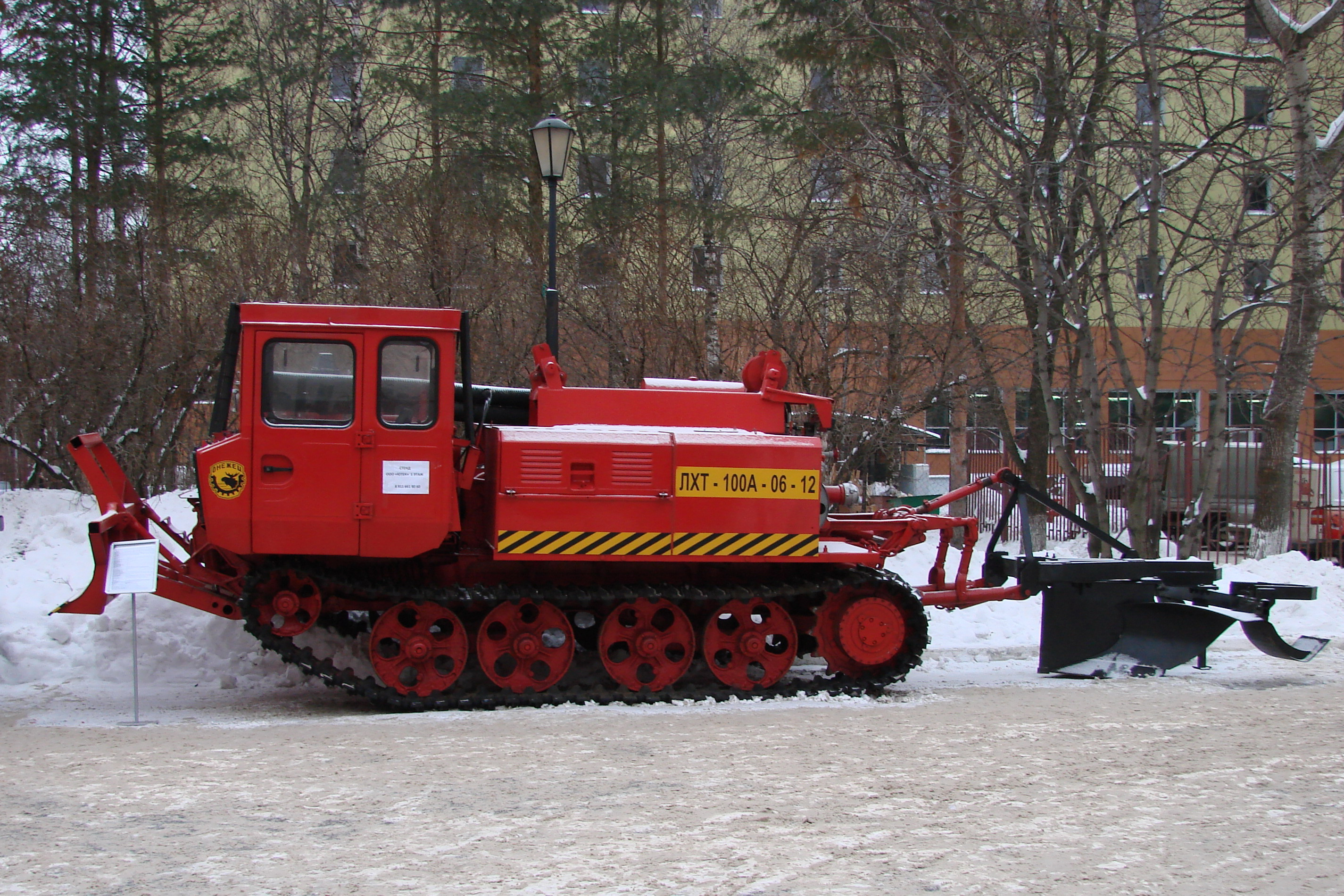
Пожарный трактор ЛХТ-100А со специальным лесным пожарным плугом

Опахивание противопожарное — противопожарное мероприятие, направленное на предотвращение неконтролируемого распространения пала травы, степного пожара, низового лесного пожара на местности за счет разрыва массива естественных горючих материалов (сухой травы, листвы, хвои). При опахивании с помощью сельскохозяйственного или специального плуга создается сплошная минерализованная полоса, непреодолимая для низового ландшафтного пожара. Опахивание применяется как превентивная мера до начала пожароопасного периода, так и в процессе борьбы с ландшафтным пожаром для его локализации. Опахивание является дешевой и в то же время эффективной мерой.
Опахивание сельскохозяйственным плугом дает лишь временный эффект, так как на плодородном слое паханой почвы быстро появляется новая растительность, которая после высыхания вновь становится горючей. Более эффективно применение специальных противопожарных плугов, выполняющих глубокую (до неплодородного слоя) борозду с высокими и обрывистыми кромками. Защитные полосы, созданные такими плугами в хвойных лесах эффективны в течение нескольких лет, а в лиственных лесах и на безлесных местах — до 10 лет.
Опахиванием защищают:
- Леса всех категорий, при этом минерализованные полосы проводят вдоль линий разбивки леса на квадраты, а также вдоль лесных и основных дорог, проходящих через лесные массивы (см. Противопожарное обустройство лесов).
- Лесополосы.
- Трассы воздушных линий электропередач и линий связи (по границам полос отчуждения);
- Железнодорожные линии и объекты инфраструктуры вне станций;
- Места складирования сена и соломы;
- Места длительной стоянки сельскохозяйственной техники (в поле);
- Места хранения боеприпасов в полевых условиях;
- Свалки мусора и полигоны твердых отходов;
- Пожаро- и взрывоопасные объекты;
- Кладбища;
- Населенные пункты сельского типа (по границам).